# Museu Nacional de Conímbriga

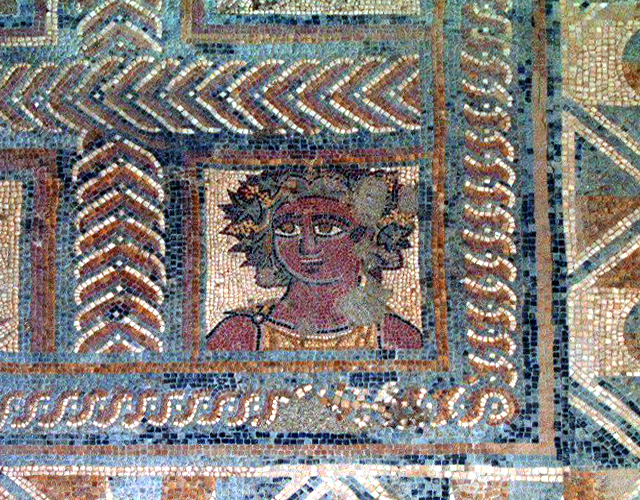
Mosaico na atualmente denominada "Casa dos Repuxos".

O Museu Nacional de Conímbriga, anteriormente denominado Museu Monográfico de Conímbriga, é um museu arqueológico português dedicado à preservação das relíquias da antiga cidade romana de Conímbriga. Está localizado a 16 km de Coimbra, no município de Condeixa (freguesia de Condeixa-a-Velha e Condeixa-a-Nova). É o maior espaço museológico das Terras de Sicó e em 2022, registou mais de 132 mil entradas, distinguindo-se como um dos monumentos mais visitados do país.
O museu foi fundado em 1962, e administra também as ruínas da cidade. Na qualidade de museu nacional, a entrada é livre aos domingos e feriados para residentes em Portugal.[carece de fontes?]
Entrou em obras de remodelação após o verão de 2024, esperando-se que estejam concluídas nos primeiros meses de 2026.

## Sítio arqueológico
Conímbriga foi habitada entre os séculos IX AEC e VII-VIII EC, tendo os romanos chegado no século I AEC e encontrando uma povoação florescente. Introduziram a sua civilização na região e a cidade entrou numa nova fase de crescimento, que continuou até as invasões bárbaras do século V, quando se iniciou o seu abandono. 
O sítio arqueológico das ruínas é Monumento Nacional desde 1910. O museu preserva um acervo diversificado, distribuído por 31 núcleos temáticos, incluindo estatuária, fragmentos de decoração e objetos de uso quotidiano.

## Ligações Externas
- Sítio oficial
- Museu Monográfico de Conimbriga no Google Arts and Culture